# Liste der Naturdenkmäler in Willingen (Upland)
Die Liste der Naturdenkmäler in Willingen (Upland) nennt die in der Gemeinde Willingen (Upland) im Landkreis Waldeck-Frankenberg in Hessen gelegenen Naturdenkmäler. Sie sind nach den §§ 28, 22 des Hessischen Gesetzes über Naturschutz und Landschaftspflege sowie § 12 des Hessischen Ausführungsgesetzes zum Bundesnaturschutzgesetz geschützt.
| Bild | Bezeichnung                               | Ortsteil, Lage                                       | Beschreibung | Art   | Nr.    |
| ---- | ----------------------------------------- | ---------------------------------------------------- | --- | ----- | ------ |
| BW   | Neerdarhänge                              | Bömighausen, Neerdar 51° 17′ 22,7″ N, 8° 44′ 50,5″ O | 1,95 Hektar großer botanisch und ornithologisch bedeutsamer Uferhangbereich mit artenreicher Frühlingflora. Entlang des südlichen Ufers der Neerdar zwischen Neerdar und Bömighausen. |       | 22 001 |
| BW   | Felskomplex "Hollenstein"                 | Eimelrod 51° 18′ 1,1″ N, 8° 42′ 18,5″ O              | 0,93 Hektar großer Bereich am „Hollenstein“. Felskomplex mit Grenzwald und Steinbruch.                                                                                                |       | 22 002 |
| BW   | Dorfeiche                                 | Schwalefeld 51° 18′ 25,8″ N, 8° 37′ 47″ O            | Ortsbildprägende Eiche in der Ortsmitte. | Eiche | 22 003 |
| BW   | Hochheide „Eideler Berg“                  | Usseln 51° 17′ 33,1″ N, 8° 38′ 30,5″ O               | 3,3 Hektar großer Bereich ca. 1,5 km östlich von Willingen, südöstlich des „Eideler Berg“ mit typischer Hochheidevegetation und -fauna.                                               |       | 22 004 |
| BW   | Hochheide „Schneeberg“                    | Usseln 51° 17′ 11,1″ N, 8° 38′ 37,9″ O               | 1 Hektar große Hochheide ca. 1,2 km westlich von Usseln, nordöstlich am „Schneeberg“.                                                                                                 |       | 22 005 |
| BW   | Wollgras-Hangmoor                         | Usseln 51° 16′ 25,8″ N, 8° 40′ 39,7″ O               | 1 Hektar großer Bereich ca. 800 m südlich von Usseln, nördlich des „Kahle Pön“. Wollgras-Hangmoor mit Kratzdistel, Sumpfvergißmeinnicht, Sumpf-Knöterich, Binse u. a.                 |       | 22 006 |
| BW   | Magerrasen-Kuppe „Henkböhl“               | Usseln 51° 16′ 41,5″ N, 8° 40′ 15,9″ O               | 1,25 Hektar großer Bereich ca. 200 m südlich des Usselner Bahnhofs. Magerrasen-Kuppe mit Steinbruch und Laubwäldchen.                                                                 |       | 22 007 |
| BW   | Rispenseggensumpf Welleringhausen         | Welleringhausen 51° 16′ 34,4″ N, 8° 42′ 36,3″ O      | 1,34 Hektar großer Rispenseggensumpf nahe Haus Sonnenhang bei Welleringhausen. |       | 22 008 |
| BW   | Traubenkirschen-Felshang                  | Willingen 51° 17′ 14,9″ N, 8° 37′ 1,3″ O             | 0,19 Hektar großer Felshang mit seltenen Pflanzen „In der Kerbe“, am südöstlichen Ortsrand von Willingen.                                                                             |       | 22 009 |
| BW   | Quellgebiet „Ruthenaartal“                | Willingen 51° 16′ 25,3″ N, 8° 35′ 38,8″ O            | 3,8 Hektar großer Bereich im Ruthenaartal südlich von Willingen, südlich des Ettelsberges. Bergwiesental, Weiden, Quellsumpfbereiche und magerer Borstgrasrasen.                      |       | 22 010 |
| BW   | Feuchte Bergwiese im „Oberen Hoppecketal“ | Willingen 51° 16′ 19,2″ N, 8° 34′ 30,6″ O            | 2 Hektar großer Bereich südwestlich von Willingen und „Mittelberg“. Feuchte Bergwiese mit Wollgras und Orchideen.                                                                     |       | 22 011 |
| BW   | Klippen-Biotop                            | Willingen 51° 17′ 50,1″ N, 8° 35′ 50,7″ O            | 0,91 Hektar großer Bereich am westlichen Ortsrand von Willingen. Schiefer-Klippen und Blockhalden-Biotop.                                                                             |       | 22 012 |

## Belege
1. ↑  
Anlage 1 zur Verordnung zum Schutze der Naturdenkmäler im Landkreis Waldeck-Frankenberg. (pdf; 374 kB) Landkreis Waldeck-Frankenberg, 18. März 2013, abgerufen am 24. Januar 2016.
2. ↑  
Verordnung zum Schutze der Naturdenkmäler im Landkreis Waldeck-Frankenberg. (pdf; 1,42 MB) Landkreis Waldeck-Frankenberg, 18. März 2013, abgerufen am 24. Januar 2016.
3. ↑  Details 22 001
4. ↑  Details 22 002
5. ↑  Details 22 003
6. ↑  Details 22 004
7. ↑  Details 22 005
8. ↑  Details 22 006
9. ↑  Details 22 007
10. ↑  Details 22 008
11. ↑  Details 22 009
12. ↑  Details 22 010
13. ↑  Details 22 011
14. ↑  Details 22 012

- Karte mit allen Koordinaten:
- OSM |
- WikiMap